# Arrondissement de Mogilno
L'arrondissement de Mogilno est un arrondissement prussien qui existe entre 1818 et 1919 dans le district de Bromberg de la province de Posnanie. L'ancien territoire de l'arrondissement appartient désormais aux voïvodies polonaises de Couïavie-Poméranie et de Grande-Pologne .

## Histoire
Après le premier partage de la Pologne de 1772 à 1807, le territoire autour de la ville de Mogilno appartient au district de la Netze dans la province prussienne de Prusse-Occidentale. Le sud de l'arrondissement autour de la ville de Trzemeszno appartient à la province prussienne de Prusse-Méridionale depuis le deuxième partage de la Pologne de 1793 à 1807. Grâce à la paix de Tilsit, la région est rattachée au duché de Varsovie en 1807, mais après le congrès de Vienne du 15 mai 1815, elle tombe de nouveau aux mains du royaume de Prusse et est affectée au district de Bromberg dans la province de Posnanie.
Dans le cadre d'une réforme du district de Bromberg, le nouveau arrondissement de Mogilno est formé le 1er janvier 1818 à partir de parties des arrondissements existants de Gnesen (de), Inowrazlaw (de) et Wongrowitz. En détail est venu dans l'arrondissement de Mogilno
- de l'arrondissement d'Inowrazlaw les villes de Gembitz (de), Kwieczewo, Mogilno, Pakosch et Wilatowen (de) et leurs environs
- de l'arrondissement de Wongrowitz, la ville de Rogowo et de ses environs
- de l'arrondissement de Gnesen, la ville de Trzemeszno[3].

La ville de Mogilno devient le siège de l'administration de l'arrondissement.
En tant que partie de la province de Posnanie, l'arrondissement devient partie intégrante du nouvel Empire allemand, tandis que les représentants polonais au nouveau Reichstag le 1er avril 1871.
Lors d'une grande réforme des arrondissements du district de Bromberg le 1er octobre 1887, l'arrondissement de Mogilno cède la ville de Rogowo, le district de police de Rogowo et les communes de Friedrichswalde, Klein Laski et Piastowo au nouveau arrondissement de Znin.
Le 27 décembre 1918, le soulèvement de la majorité polonaise contre la domination allemande commence dans la province de Posnanie et le chef-lieu de l'arrondissement de Mogilno est déjà sous contrôle polonais le 31 décembre 1918. Le 16 février 1919, un armistice met fin aux combats germano-polonais et le 28 juin 1919, le gouvernement allemand cède officiellement l'arrondissement de Mogilno à la Pologne nouvellement fondée avec la signature du traité de Versailles.

## Évolution de la démographie
| Année | Habitants | Source |
| ----- | --------- | ------ |
| 1818  | 20 150    | [ 8 ]  |
| 1846  | 37 238    | [ 9 ]  |
| 1871  | 46 133    | [ 10 ] |
|       |           |        |
| 1890  | 40 158    | [ 11 ] |
| 1900  | 43 248    | [ 11 ] |
| 1910  | 49 253    | [ 11 ] |

En 1890, l'arrondissement compte environ 75 % de Polonais et 25 % d'Allemands. La majorité des habitants allemands quittent la région après 1918.

## Politique

### Administrateurs de l'arrondissement
1818–183000Albert von Cylwikowski
1835–184200von Kuhlemann
1844–185000Julius Illing (de)
1850–186300Karl Philipp Kühne
1863–187600Julian Elsner von Gronow (de)
1876–187700Doehring
1878–188100Julian Elsner von Gronow
1881–188300Schneider
1883–188500Carl von Puttkamer
1886–188900Wilhelm Otto Karl August von Oertzen
1889–189900Eugen Wolff (de)
1900–190100Dünkelberg
1901–190900Friedrich Conze (de)
1909–191100Walther von Treskow (de)
1912–191900Wilhelm Ide (de)

### Élections
Dans l'Empire allemand, les arrondissements d'Inowrazlaw et de Mogilno, à l'intérieur des limites de 1871, forment la 4e circonscription du district de Bromberg au Reichstag. La circonscription est remportée par des candidats de la faction polonaise à toutes les élections du Reichstag

## Villes et communes
Avant la Première Guerre mondiale, l'arrondissement de Mogilno comprend les villes et communes suivantes :
| - Adlig Wymyslowo - Altraden - Bieslin - Buchfelde - Bystrzyce - Chabsko - Chalupska - Czaganiec - Dembno - Dembowietz - Dembowo - Duschno - Dysiek - Dzierzonzno - Freihof - Friedweil - Galczynek - Gembitz (de), ville - Glemboczek - Golombki - Gora - Goryszewo - Gozdanin - Haltersdorf - Hartfeld - Hirschfelde - Hochheim - Hutta padniewska - Hutta palendzka - Hutta tremessen | - Izdby - Jerzykowo - Josephowo - Kaisersfelde (pl) - Kaminiec - Kamionek - Kirchlich Strzyzewo - Klewitzdorf - Kolodziejewko - Königlich Ochodza - Königlich Wymyslowo - Königstreu - Kornfelde - Kozlowko - Kozlowo - Kruchowo - Kwiecischewo - Lechowo - Lesnik - Linowiec - Lososnik - Lubin - Lulkowo - Manisty - Mielinko - Mikolajkowo - Milawa - Mogilno, ville - Myslontkowo - Neu Strzyzewo | - Niestronno - Olscha - Orchheim - Orchowo - Ostrowek - Ostrowitte tremessen - Ostwingen - Padniewko - Pakosch, ville - Palendzie dolne - Palendzie koscielne - Paluschin - Parlin, Dorf - Parlin, Kolonie - Parlinek, Dorf - Parlinek, Kolonie - Pasieka - Placzkowo - Popielewo - Radlowo - Rehfelde - Renkawczynek - Renkawtschin - Rosenau - Rozanno - Rudki - Ruhheim - Sadowiec - Schepankowo - Schepanowo | - Schetzingen - Schidlow - Schidlowko - Schlabau - Seeberg - Siedluchno - Skubarczewo - Slaboszewo - Slowikowo - Strzelce - Swierkowiec - Szerzawy - Tauschendorf - Tremessen, ville - Trlong - Trockau - Trzemzal - Wasielewko - Westfelde - Wiecanowo - Wiederau - Wielowies - Wilatowen (de) - Wilhelmssee - Wszedzin - Wulka Orchowska - Zabno - Zazdrosc - Zielin |

L'arrondissement, qui a en 1910 une superficie de 733 km², comprend également de nombreux districts de domaine. Les communes et les districts de domaine sont regroupés en districts de police. Après 1871, plusieurs noms de lieux sont germanisés :
Bystrzyce → Bistritz (1904)
Chabsko  → Habsberg (1908)
Dembowo  → Eichgrund (1908)
Dzierzonzno, Dorf  → Schiersdorf (1907)
Gembice  → Gembitz (1875)
Hutta palendzka  → Hohendorf (1905)
Jerzykowo  → Jerschikau (1911)
Kozlowo  → Koßlau (1911)
Kwiecischewo  → Blütenau (1904)
Lulkowo  → Lukrode (1911)
Myslontkowo  → Misselwitz (1901/02)
Renkawczynek  → Renkawtschinek (1903/07)
Skubarczewo  → Skubarschewo (1903/07)
Slowikowo  → Schlowitz (1900)
Trzemeszno  → Tremessen (1875)
Trzemzal  → Tschemsal (1908/10)
Wasielewko  → Waßberg (1911)
Wszedzin  → Schetzingen (1908)
Wulka Orchowska  → Wulkau (1908/10)